# Szablewo
Szablewo (dodatkowa nazwa w j. kaszub. Szablewò) – osada kaszubski w Polsce położona w województwie pomorskim, w powiecie kościerskim, w gminie Dziemiany.
Osada położona  na obszarze Wdzydzkiego Parku Krajobrazowego, wchodzi w skład sołectwa Piechowice.
W latach 1975–1998 miejscowość położona była w województwie gdańskim.
W 1872 roku urodził się tu Mieczysław Piechowski, dziennikarz kaszubski i polski.